# Wereldkampioenschap voetbal 2022 (halve finale) Argentinië - Kroatië
De wedstrijd tussen Argentinië en Kroatië in de halve finales van het wereldkampioenschap voetbal 2022 werd op 13 december 2022 gespeeld in het Lusailstadion te Lusail. Het duel was de eerste wedstrijd van de halve finales van het toernooi.
Argentinië won de wedstrijd met 3–0 door doelpunten van Lionel Messi en Julián Álvarez (2x) en plaatste zich zo voor de finale van het WK in Qatar.

## Voorafgaand aan de wedstrijd
- Argentinië is de nummer 3 van de wereld, Kroatië de nummer 15.
- Argentinië plaatste zich voor de laatste vier door Nederland uit te schakelen, Kroatië won van Brazilië. Beiden deden dat na strafschoppen.
- Argentinië plaatste zich vijf keer eerder voor de WK-finale en won tweemaal (1978, 1986).
- Kroatië behaalde één keer eerder de WK-finale (2018), die het verloor van Frankrijk.
- Bij het vorige WK in 2018 kwamen de twee landen elkaar tegen in de groepsfase, Kroatië won met 0–3.

## Wedstrijddetails
| Datum                | 13 december 2022      | 13 december 2022      |
| Wedstrijdnummer      | 61                    | 61                    |
| Stadion              | Lusailstadion, Lusail | Lusailstadion, Lusail |
| Toeschouwers         | 88.996                | 88.996                |
| Scheidsrechter       | Daniele Orsato        | Daniele Orsato        |
| Man van de wedstrijd | Lionel Messi          | Lionel Messi          |

| Argentinië | 3 – 0        | Kroatië |
| Lionel Messi 34' (pen.) Julián Álvarez 39', 69' (Lionel Messi ) | goals        | |
| Lionel Scaloni | bondscoach   | Zlatko Dalić |
| Emiliano Martínez Nahuel Molina 86' Cristian Romero Nicolás Otamendi Nicolás Tagliafico Rodrigo De Paul 74' Enzo Fernández Leandro Paredes 62' Alexis Mac Allister 86' Lionel Messi Julián Álvarez 74'  | opstellingen | Dominik Livaković Josip Juranović Dejan Lovren Joško Gvardiol 46' Borna Sosa 81' Luka Modrić 50' Marcelo Brozović Mateo Kovačić 46' Mario Pašalić 72' Andrej Kramarić Ivan Perišić                           |
| Lisandro Martínez 62' Paulo Dybala 74' Exequiel Palacios 74' Ángel Correa 86' Juan Foyth 86' Franco Armani Gerónimo Rulli Germán Pezzella Ángel Di María Thiago Almada Guido Rodríguez Lautaro Martínez | wissels      | 46' Mislav Oršić 46' Nikola Vlašić 50' Bruno Petković 72' Marko Livaja 81' Lovro Majer Ivo Grbić Ivica Ivušić Josip Stanišić Borna Barišić Martin Erlić Ante Budimir Josip Šutalo Luka Sučić Kristijan Jakić |
| Cristian Romero 68' Nicolás Otamendi 71' | gele kaarten | 32' Dominik Livaković 32' Mateo Kovačić |
| |              | |